# L'affaire est dans le sac
Pour plus de détails, voir Fiche technique et Distribution.
L’affaire est dans le sac est un film français des frères Pierre et Jacques Prévert sorti en 1932.

## Synopsis
Le chapelier Benjamin Déboisé projette d'enlever le fils du roi du buvard, le milliardaire Hollister. Il monte le coup avec son commis et un jeune homme dont la fille de Hollister est amoureuse. Le coup réussit mais les ravisseurs découvrent qu'ils se sont trompés et ont en réalité enlevé le milliardaire lui-même.

## Fiche technique
- Titre original : L’affaire est dans le sac
- Titre anglophone : It’s in the Bag
- Réalisation : Pierre Prévert
- Scénario et dialogues : Jacques Prévert, d'après le scénario original d'Akos Rathony
- Assistant-réalisateur et monteur : Louis Chavance
- Décors : Lou Bonin
- Photographie : Alphonse Gibory
- Cameraman : Éli Lotar
- Assistants-opérateurs : 1) Pierre Lebon / 2) Henri Lebon
- Musique : Maurice Jaubert
- Producteurs : Bernard Natan, Emile Natan
- Directeur de production : Charles David
- Production : Pathé Distribution
- Pays d'origine :  France
- Format : Noir et blanc - Son mono - 1,37:1
- Genre : Comédie
- Durée : 43 minutes
- Date de sortie : 
  - France - 25 novembre 1932

## Distribution
| - Julien Carette : Clovis - Anthony Gildès : Hollister, le milliardaire - Étienne Decroux : Benjamin Déboisé - Jean-Paul Le Chanois (crédité comme J.P. Dreyfus) : Jean-Paul Dutilleul - Pierre Darteuil : Stanislas, le monsieur ignoble - Paul Darcy : le monsieur distingué - Georges Jamin : le monsieur aux vernis - Freddy Castel : l'abruti - Jean Deninx : un jeune homme - Marcel Boucard : le petit frère - Lucien Raimbourg : le client myope au chapeau de curé - Jacques Brunius : Adrien, le client au béret - Marcel Duhamel : le monsieur pressé/le capitaine de dragons | - Daniel Gilbert : le client désolé - Ghislaine May : la nurse - Marise Rey : la mère de l'efféminé - Lora Hays : Gloria Hollister - Lou Bonin : l'agent de police - Jean Bremaud : le balayeur - Louis Chavance : un passant - Pierre Desouches : un manœuvre - Philippe Richard : le domestique - Lou Tchimoukoff : l'agent - Guy Decomble (non crédité) : le pasteur - Jacques Prévert (non crédité) : le flûtiste |

## Accueil
La première projection a lieu au Magic-Convention, et provoque un scandale: les Croix-de-Feu sifflent le film, et menacent d'incendier l'écran La bizarrerie du film ne séduira pas le public et déclenchera, à l’époque, l’ire des Croix-de-feu, un mouvement nationaliste ridiculisé dans le récit par le personnage du client au béret. Mal distribué par Pathé qui n’avait pas apprécié le scandale de sa première projection, les copies sont détruites et le film va alors sombrer dans l’oubli. Le film fut très bien restauré par la suite.
En 2020 le film, considéré film de patrimoine, appartenant maintenant à Doriane Films, est restauré et numérisé 4K grâce à l'aide apportée par le CNC.